# Herrenhaus Hohewarte

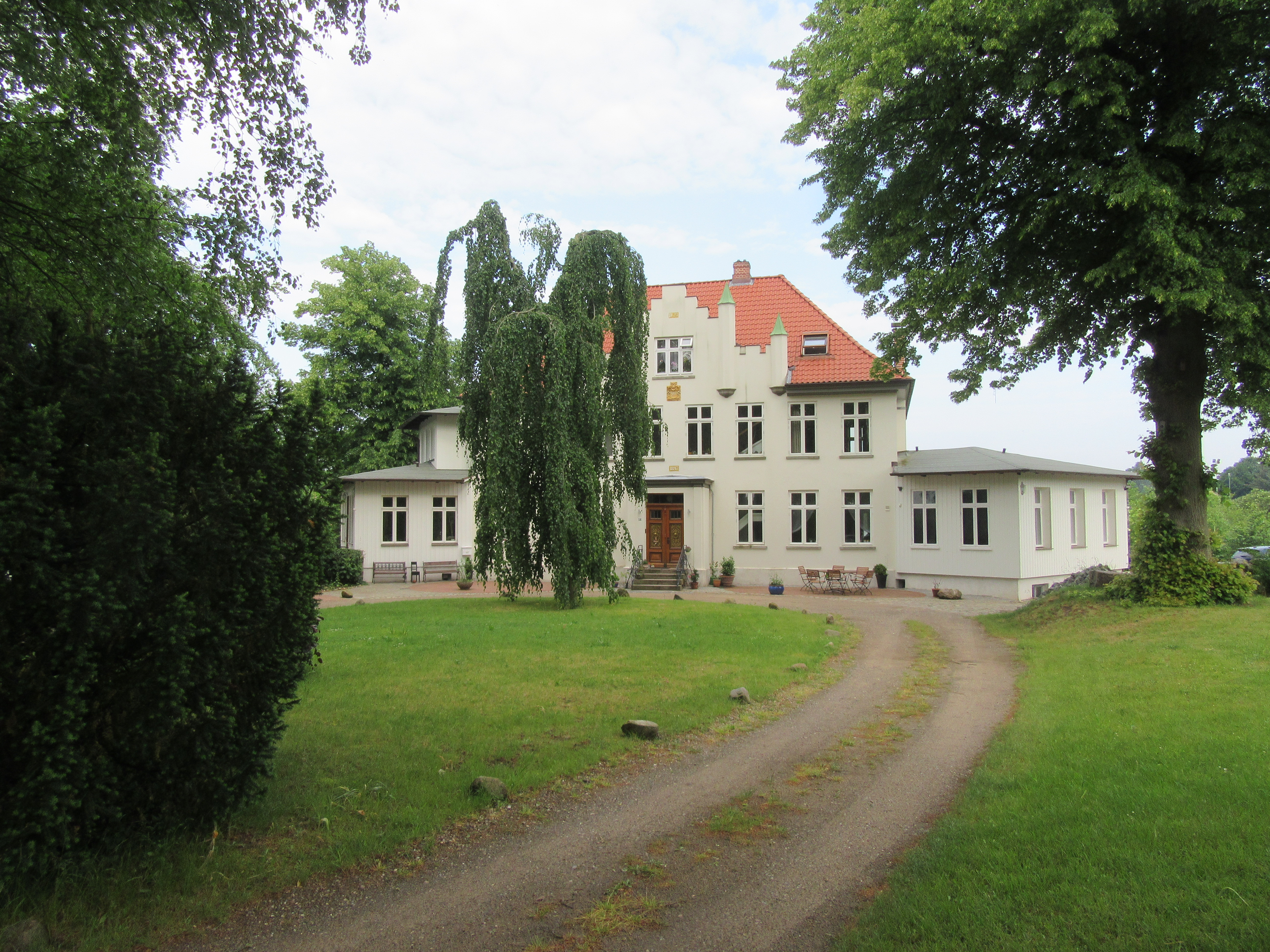
Herrenhaus Hohewarte (2018)

Das Herrenhaus Hohewarte ist ein denkmalgeschütztes Gebäude in der Lübecker Vorstadt St. Gertrud. Es bildet den Kern eines seit dem Mittelalter bestehenden Hofes am Ostufer der Wakenitz.

## Geschichte

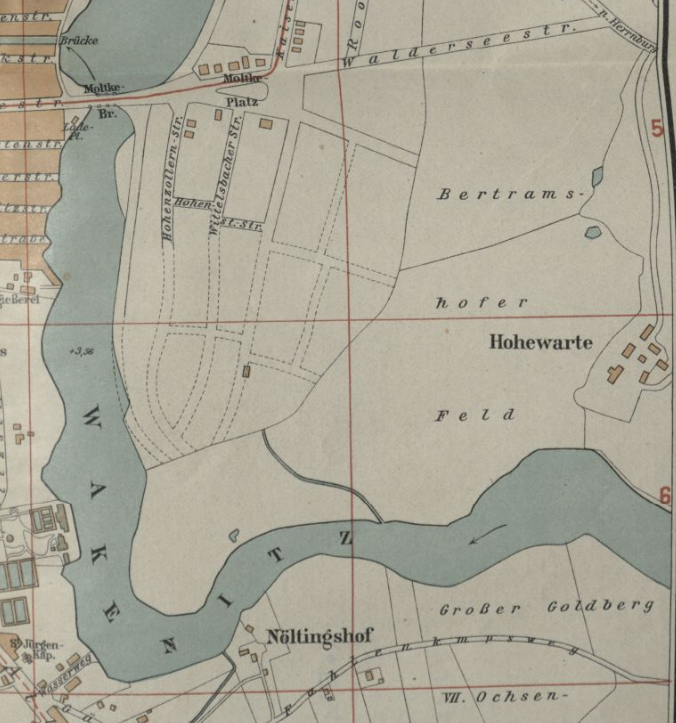
Hof Hohewarte auf einem Stadtplan von Lübeck 1911

Der Hof erschien erstmals als Honvarde bzw. Hogewarde in Urkunden der Jahre 1316 und 1336. Der Name rührt vermutlich daher, dass sich hier an der Wakenitz und nahe der Straße nach Mecklenburg ein Wachtturm, die hohe Warte, zum Schutz des Zugangs zur Stadt befand. Er gehörte lange als Pertinenz zum weiter östlich gelegenen Gut Brandenbaum. Durch seine Lage vor der Stadt wurde es im 16. Jahrhundert mehrfach niedergebrannt, so im Verlauf der Lübecker Fehde am 24. August 1506 durch Herzog Heinrich V. von Mecklenburg und am 16. Juli 1534 zusammen mit dem Ackerhof (heute Marli) und dem Dorf Wesloe in der Grafenfehde durch Herzog Christian, der kurz darauf als Christian III. dänischer König wurde.
Von 1384 bis 1642 befand sich das Gut im Besitz der Familie Warendorp. Es kam dann in den Besitz der Familie Kerckring. Im 19. Jahrhundert erfolgten häufige Besitzerwechsel.  Einer der Besitzer war Georg Eduard Deichmann (1796–1864), Schwager von Christian Ferdinand Siemens und Onkel von Werner von Siemens und Carl Wilhelm Siemens, für den er auch Vormund war. Deichmann hatte in den Befreiungskriegen in der King’s German Legion gedient und war Unterhauptmann der Lübecker Bürgerwehr.
1890 war der Hof noch 67 Hektar groß, umfasste 2 Wohnhäuser, 4 Haushaltungen und 21 Einwohner. Er gehörte zum Burgtorbezirk und kirchlich zu St. Jakobi.
1891 erwarb der Jurist und Sekretär der Handelskammer Lübeck Dr. iur. Carl Hermann Heinrich Franck (1835–1923) den Hof, der ab 1904 von seinem Sohn Joachim Ernst Franck (1878–1963) bewirtschaftet wurde. 1925 ging er in Staatseigentum der Freien und Hansestadt Lübeck über. Die Ländereien wurden in Kleingärten umgewandelt, die das Hofgelände bis heute umgeben; das Herrenhaus wurde in Wohnungen unterteilt und vermietet. Die Hofbauten werden heute vom Grünflächenamt der Stadt Lübeck genutzt, das Herrenhaus ging 2012 wieder in Privateigentum über.

## Bau

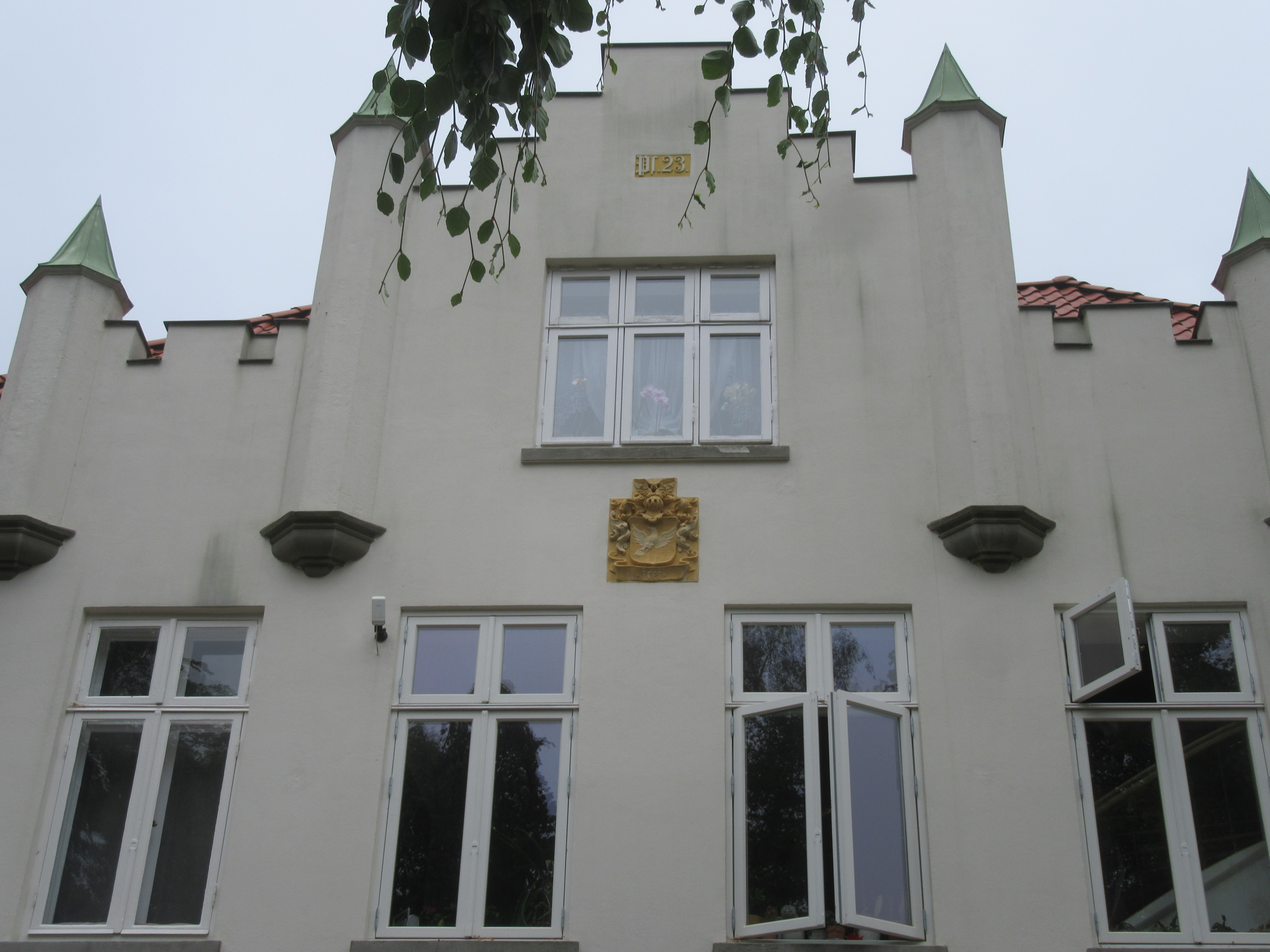
Vordergiebel

Die heutige Gestalt des Herrenhauses geht auf Umbauten nach dem Erwerb durch Franck im letzten Jahrzehnt des 19. Jahrhunderts zurück. Das Gebäude stammt vermutlich aus dem 17. Jahrhundert mit wesentlich älteren Teilen von Vorgängerbauten. Seit 1897 stellt es sich als ein zweigeschossiger, teilunterkellerter, achtachsiger Baukörper dar mit abgewalmten Satteldach und abgetreppten Ziergiebeln mit vier Fialtürmchen in neugotischen Formen an der Hof- und Gartenfassade. An die Seiten schließen sich stumpfwinklig Flügelanbauten an. An Schmuckelementen finden sich das Familienwappen Franck mittig an der Vorder- und Rückfassade sowie vorn Ps. 23 und hinten Alle Dinge eine Weile. Die zweiflügelige Haustür im Stil des Historismus ist mit gusseisernen Einsätzen versehen.
Das Innere des Hauses ist durch eine große Diele mit der Treppe zum Obergeschoss geprägt. Teile der Innenausstattung mit Kassettentüren, Brüstungstäfelungen, Stuckierungen der Deckenkehlen und Dielenfußböden sind erhalten.
Ebenfalls erhalten ist das ovale, von Linden umsäumte Rondell mit der Vorfahrt an der Eingangsseite.
Das Haus wurde von 2013 bis 2015 denkmalgerecht saniert. Heute befinden sich Wohnungen und Ferienwohnungen darin.